# 행복한 집구경
《행복한 집구경》은 대한민국의 TV조선의 프로그램이다. 주변의 자연과 조화를 이루며 친환경적으로 지은 집들을 소개하는 프로그램이다.

## 방송 시간
- 2013년 1월 21일 ~ 2013년 4월 7일 : 매주 월요일 오후 7시 50분